# 法皇スカイライン
法皇スカイライン（ほうおうスカイライン）は、愛媛県四国中央市の道路。法皇山脈の尾根を走る。

## 概要
- 延長19km。
- 国道319号の法皇トンネルの南詰めから東へ向かう。
- 展望台各地にあり。

## 歴史
- 1983年：四国電力の送電用鉄塔の建設道路として完成。

## 解説
- 金砂湖辺りの沿道には菜の花が並んでおり、すぐ左側に翠波高原の広い駐車場がある。少し進むと、コスモス展望台があり、尾根に出る。
- 四辻の左先に北峰展望台があって、さらに手前に翠波峰広場、西峰、西峰展望台とがある。

## 周辺
- 法皇トンネル
- 金砂湖
- 翠波高原
- コスモス展望台
- 北峰展望台
- 翠波峰広場
- 西峰展望台
- 翠波峰